# Parpeçay
Parpeçay foi uma comuna francesa na região administrativa do Centro, no departamento Indre. Estendia-se por uma área de 14,2 km². Em 2010 a comuna tinha 248 habitantes (densidade: 17,5 hab./km²).
Em 1 de janeiro de 2016, passou a formar parte da nova comuna de Val-Fouzon.